# T. S. Eliot Prize
O TS Eliot Prize for Poetry (Prémio de Poesia TS Eliot) é um prémio literário que foi durante anos, atribuído pela Poetry Book Society (UK) à "melhor coleção de versos inéditos em inglês, no Reino Unido ou na Irlanda"  . O Prémio foi inaugurado em 1993 em comemoração do quadragésimo aniversário da Poetry Book Society e homenagem ao seu poeta fundador, TS Eliot. Inicialmente, o prémio em dinheiro foi doado pela viúva de Eliot, Valerie Eliot, e depois disso pelo TS Eliot Estate.
A Fundação TS Eliot assumiu a gestão do Prémio TS Eliot em 2016, nomeando Chris Holifield, ex-diretor da Poetry Book Society como novo diretor, quando a instituição de caridade da Poetry Book Society teve que ser fechada. O clube do livro e nome da empresa foram então assumidos pela agência Inpress Ltd de Newcastle.
De momento, o prémio em dinheiro é de £20.000, onde cada um dos nove finalistas recebe £ 1.500, tornando-o o concurso anual de poesia mais alto do Reino Unido. Por esse motivo, é conhecido como "o prémio mais cobiçado da poesia". 

## Vencedores do prémio
- 2019 - Roger Robinson, um paraíso portátil
- 2018 - Hannah Sullivan, três poemas [5]
- 2017 - Ocean Vuong, céu noturno com feridas de saída [6]
- 2016 - Jacob Polley, Jackself [7]
- 2015 - Sarah Howe, Loop de Jade [8]
- 2014 - David Harsent, músicas de fogo [9]
- 2013 - Sinéad Morrissey, Parallax
- 2012 - Sharon Olds, Salto de Veado
- 2011 - John Burnside, osso de gato preto
- 2010 - Derek Walcott, Garças Brancas
- 2009 - Philip Gross, o lençol freático [10]
- 2008 - Jen Hadfield, Nigh-No-Place
- 2007 - Sean O'Brien, O Livro Afogado
- 2006 - Seamus Heaney, distrito e círculo
- 2005 - Carol Ann Duffy, Rapture
- 2004 - George Szirtes, Reel
- 2003 - Don Paterson, Landing Light
- 2002 - Alice Oswald, Dart
- 2001 - Anne Carson, A Beleza do Marido
- 2000 - Michael Longley, o clima no Japão
- 1999 - Hugo Williams, chuva de Billy
- 1998 - Ted Hughes, Cartas de Aniversário
- 1997 - Don Paterson, o presente de Deus para as mulheres
- 1996 - Les Murray, poemas subumanos do campónio
- 1995 - Mark Doty, minha Alexandria
- 1994 - Paul Muldoon, Os Anais do Chile
- 1993 - Ciarán Carson, primeiro idioma: poemas

## Membros do Júri
- 2019 - John Burnside, Sarah Howe e Nick Makoha
- 2018 - Clare Pollard, Sinéad Morrissey e Daljit Nagra
- 2017 - WN Herbert, James Lasdun e Helen Mort
- 2016 - Julia Copus, Ruth Padel e Alan Gillis
- 2015 - Kei Miller, Pascale Petit e Ahren Warner
- 2014 - Sean Borodale, Helen Dunmore e Fiona Sampson
- 2013 - Imtiaz Dharker, Ian Duhig e Vicki Feaver
- 2012 - Carol Ann Duffy, Michael Longley e David Morley
- 2011 - Gillian Clarke, Stephen Knight e Dennis O'Driscoll
- 2010 - Bernardine Evaristo, Anne Stevenson e Michael Symmons Roberts
- 2009 - Simon Armitage, Colette Bryce e Penelope Shuttle
- 2008 - Lavinia Greenlaw, Tobias Hill e Andrew Motion
- 2007 - Sujata Bhatt, WN Herbert e Peter Porter
- 2006 - Sophie Hannah, Gwyneth Lewis e Sean O'Brien
- 2005 - David Constantine, Kate Clanchy e Jane Draycott
- 2004 - Douglas Dunn, Paul Farley e Carol Rumens
- 2003 - David Harsent, Mimi Khalvati e George Szirtes
- 2002 - Michael Longley
- 2001 - John Burnside, Helen Dunmore e Maurice Riordan
- 2000 - Paul Muldoon